# ホルモズガーン州
ホルモズガーン州（ホルモズガーンしゅう、ペルシア語: استان هرمزگان Ostān-e Hormozgān）はイランの州（オスターン）。イラン南部にあって、ペルシア湾をはさんでオマーンと相対する。州都はバンダレ・アッバース。面積は68,475km²。ペルシア湾上に14の島があり、海岸線は1000kmにおよぶ。
州内の主要な都市はバンダレ・アッバース、バンダレ・レンゲ、ミナーブ、バンダレ・チャーラク、ジャースク、バスタク、バンダレ・ハーミール、フィーンである。
管下に21郡（シャフレスターン）、69地域行政区（バフシュ）、2046村（デフ）がある。人口は177万6415人（2016年国勢調査）。

## 歴史
ホルモズガーンにはハカーマニシュ朝（アカイメネス朝）期から人びとが住んでおり、ネアルチュースが当地を訪れた際には、サーサーン朝のアルダシール1世以来のホルモズガーンの要港（「バンダレ・ホルモズ」）の歴史を記している。
以来、特に紀元前241年から紀元前211年にかけて繁栄したとされ、イスラーム期に入っても交易・商業上の拠点として成長したとされる。
「マルコ・ポーロ」は1272年と1293年にホルムズを訪れ、イランの宝石、インドシナの象牙、絹、バハレーンの真珠などのホルモズ港バーザールにおける幅広い取引を記録している。
1497年、ポルトガル王国のヴァスコ・ダ・ガマ率いるヨーロッパ勢力が当地にはじめて上陸した。1506年にはアルブケルケが7隻の戦艦を率い、ポルトガルがマムルーク朝エジプト、ヴェネツィア共和国からの防衛を名目として、侵攻した。ホルモズ港は以降、ペルシア湾商業利権における戦略的要港とされるようになる。
ポルトガルの侵攻に対して、サファヴィー朝のイスマーイール1世は西方でのオスマン朝との対抗に忙殺され、有効な防衛策をとることができなかった。最終的にはアッバース1世がイギリスと提携してポルトガルをペルシア湾から追い落とすことになる。これにより1622年ホルムズ島にあった港湾を本土対岸に移し新たな都市をバンダレ・アッバース（「アッバースの港」の意）と命名した。アッバース1世の名によるものである。
英国は、一方で、この地域に対する影響力をオランダと争った。オランダはゲシュム島を襲い、さらにはシャー・アッバース1世の治世末期、バンダレ・アッバースに戦艦を派遣している。サファヴィー朝はこの攻撃を防げなかったが、オランダとイギリスの関係は悪化し、地域における軍事的緊張が高まることになり、1753年オランダは最終的に拠点をハールク島へと移す挙に出た。しかし、1766年ハールク島に近いBandar Rigのアミール、ミール・マフナー（Mir Mahanna）が現地でオランダを撃退。英国は脅威となる可能性を警戒し、ペルシア湾岸に巨大統一勢力が出現しないように、地域的自治を進展させる政策をとる。
1838年Siege of Heratで、ガージャール朝に勝利した英国がこの地域の覇権を握り、イギリス東インド会社を通じてペルシア湾を支配することになった（グレート・ゲーム）。
ペルシア湾の戦略的重要性は第一次世界大戦後に石油が発見されて以降、さらに高まることになった。

## 隣接州
- ブーシェフル州
- ファールス州
- ケルマーン州
- スィースターン・バルーチェスターン州

## 行政区分

ホルモズガーン州の郡

- アビュー・ミューザ郡（英語版）
- ケシュム郡（英語版）
- ジャースク郡（英語版）
- シリク郡（英語版）
- ハッジアバード郡（英語版）
- バシャガルド郡（英語版）
- バスタク郡（英語版）
- ハミール郡（英語版）
- パルシアン郡（英語版）
- バンダレ・アッバース郡（英語版）
- バンダレ・レンゲ郡
- ミーナーブ郡（英語版）
- ルーダーン郡（英語版）

## 地理と文化
ホルモズガーン州はザーグロス山脈南麓にあって、山がちの地勢である。
気候は酷暑かつ多湿である。夏には時に49度まで気温は上昇する。降水量は年間を通じて少ない。

### ホルモズガーン州の島々
イラン領の14の島がペルシア湾上にあり、ホルモズガーン州の一部をなす。
- ゲシュム島
- キーシュ島
- 大小トンブ島
- アブー・ムーサー島
- ラーヴァーン島
- ヘンギャム島
- ホルモズ島
- スィッリー島
- フォルール島
- フォルールガーン島
- ショトル島
- ラールク島
- ヘンドゥーラービー島

## 今日のホルモズガーン州
ホルモズガーン州には11海港、5空港（うち3国際空港）がある。農業が盛んでありライムの生産でイラン国内第一位、ナツメヤシで第二位である。漁獲量ではイラン全体の30%を占める。フェギーン・ダムおよびシェミール・ダムの主要2ダムが水の供給を担っている。
ゲシュム島と本土を結ぶ架橋の巨大計画がドイツの援助により進行中である。
ホルモズガーン州にはキーシュ島とゲシュム島の二つの自由貿易地域がある。

## 観光
ホルモズガーン州には四ッ星、および五ッ星の近代設備をそなえたホテルがある。イラン文化遺産協会には州内から212ヵ所が登録されている。
- コラーフ・ファランギー・エマーレット（占領期。オランダによる建築）
- ベルケハーイェ・バーラーン（6ヵ所の伝統的給水施設）
- ゲレ・ダーリー浴場（伝統的浴場）
- ヒンドゥー教寺院
- ラーティーダーン橋（シャー・アッバース1世治世期の建築）
- フェフリー家
- サアディー家
- ポルトガルの要塞
- ゲシュム島
- キーシュ島（ペルシア湾内の島。イラン南部のもっとも有名なリゾート）
- ゲノウ・ユネスコ生態保護区
- ハーラー・ユネスコ生態保護区
- 温泉多数

## 高等教育機関
- バンダレ・アッバース医科大学
- ホルモズガーン大学
- ゲシュム大学
- イスラーム自由大学バンダレ・アッバース
- キーシュ大学